# 晴海出入口

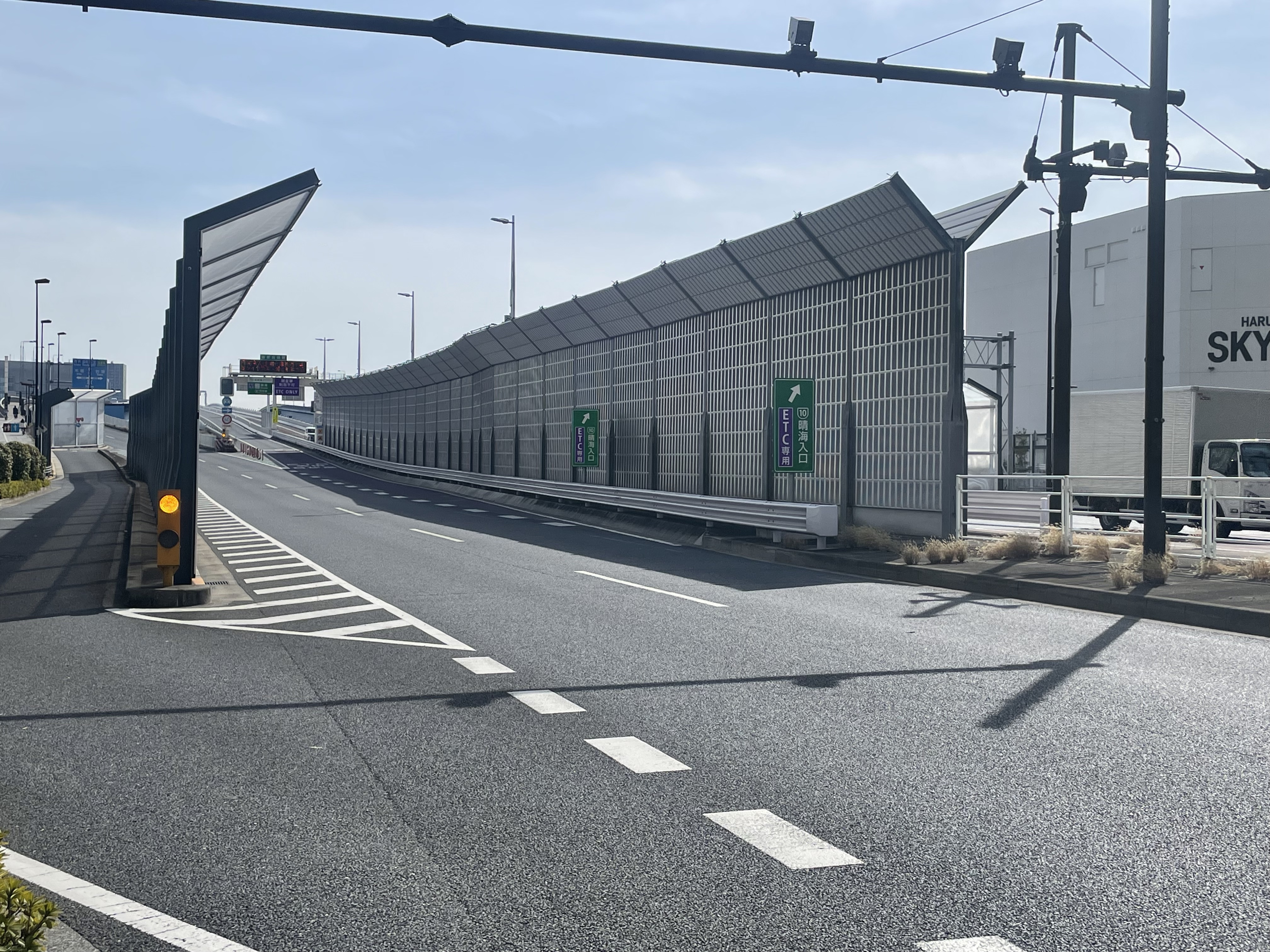
晴海入口（2025年）

晴海出入口（はるみでいりぐち）は、東京都中央区晴海にある首都高速道路10号晴海線の出入口である。晴海大橋の北詰に設けられている。
当出入口は、将来、本線が延伸する際に高架から地下に降りる場所で仮に一般道と接続するものとされ、料金所は豊洲入口料金所の隣の本線上に設けられている。
2022年（令和4年）3月1日以降、入口はETC専用となっている。

## 沿革
正式名称決定前には晴海仮出入口と呼称されていた。
- 2018年（平成30年）3月10日 : 晴海出入口 - 豊洲出入口間開通に伴い、供用開始[5]。
- 2022年（令和4年）3月1日 : 入口がETC車専用となる[2]。

## 接続する道路
- 東京都道304号日比谷豊洲埠頭東雲町線（有明通り）
  - 本出入口に近接する晴海三丁目交差点で晴海通り（都道304号本線）に接続する。

## 周辺
- 晴海運河
- 晴海アイランドトリトンスクエア
- 中央清掃工場
- 月島警察署
- 晴海郵便局
- HARUMI FLAG
- 黎明橋
- 勝どき駅（都営地下鉄大江戸線）
- ザ・パークハウス晴海タワーズ

## 隣
首都高速10号晴海線
(1002)晴海出入口 - (1004)豊洲出入口